# Почесна (гміна)
Гміна Почесна (пол. Gmina Poczesna) — сільська гміна у південній Польщі. Належить до Ченстоховського повіту Сілезького воєводства.
Станом на 31 грудня 2011 у гміні проживало 12800 осіб.

## Територія
Згідно з даними за 2007 рік площа гміни становила 60.13 км², у тому числі:
- орні землі: 66.00%
- ліси: 16.00%

Таким чином, площа гміни становить 3.96% площі повіту.

## Населення
Станом на 31 грудня 2011:
| Опис     | Загалом | Загалом | Чоловіки | Чоловіки | Жінки | Жінки |
| -------- | ------- | ------- | -------- | -------- | ----- | ----- |
| одиниця  | осіб    | %       | осіб     | %        | осіб  | %     |
| все      | 12800   | 100     | 6238     | 48.73    | 6562  | 51.27 |
| міське   | 0       | 100     | 0        |          | 0     |       |
| сільське | 12800   | 100     | 6238     | 48.73    | 6562  | 51.27 |

## Сусідні гміни
Гміна Почесна межує з такими гмінами: Камениця-Польська, Конописька, Ольштин, Старча.